# 伊藤和典
伊藤 和典（、1954年〈昭和29年〉12月24日 - ）は、日本の脚本家。山形県上山市出身、神奈川県横浜市在住。早稲田大学第一文学部中退。

## 人物
山形県上山市の映画館「トキワ館」を経営する実家で育ち、中学生のころは円谷英二のような特撮監督になりたいと思っていた。早稲田大学ではテレビ芸術研究会に所属。大学生のころに現場を体験しようと「ライオン奥様劇場」と「土曜ワイド劇場」のADを体験し、演出は朝が早いので向かないと達観し脚本家を意識し始める。テレビドラマの助監督やシナリオライターのアルバイトを始め、やがて大学は3年で中退したがライターの仕事では食べられずに、アニメ業界へ足を踏み入れる。
24歳のころ1年ほど続けた缶コーヒーの自動販売機のセールスの仕事を休んだ日にスポーツ新聞に日本サンライズの制作進行募集の求人広告を見付け応募。テレビアニメ『サイボーグ009』で制作進行を務めた後、スタジオぴえろへ制作として入社。スタジオぴえろの第1回作品の『ニルスのふしぎな旅』でも制作進行を務め、ここで伊藤はその後のパートナーとなる押井守と知り合う。押井守がチーフディレクターに昇格した『うる星やつら』からは文芸を担当することになった。
『うる星やつら』は伊藤が本格的に脚本家としての活動を始めるきっかけとなった作品であり、キャラクターデザインの高田明美とは後に結婚するなど転機となった作品である（後に離婚）。押井、高田らとは後に『機動警察パトレイバー』の原作チームヘッドギアを結成した。
伊藤は「平成ガメラシリーズ」の生みの親でもある。実家の映画館で怪獣映画を見ながら育った根っからの怪獣映画ファン。担当したアニメ作品ではよく怪獣映画のオマージュを取り入れた。また、『ガメラ』を監督した映画監督である金子修介とは、かつての特撮テレビ『ウルトラQ』の劇場映画版を作る予定があったが、流れてしまった経緯がある。
神奈川県横浜市在住。

## 作風
方向性としては、「主人公より、周囲の脇役を克明に描写することで、逆説的に主人公のポジションを確立させる」「事前に設定を固めて作品全体をコントロールするのではなく、サブライターが考えた設定を適宜・付け足しながら肉付けして、作り上げたキャラクターを走らせることで展開する」手法を中心にしている。
大の『マジック:ザ・ギャザリング』好きであり、「平成ガメラシリーズ」にはその影響が随所に見られる。また、担当した特撮ドラマにシリコンの要素を含ませることが多い。
押井守は「企画を立案するアイディアマンであり、キャラクター同士の対話を書くセンスはうまかった」と評している。
真下耕一は「主役を張れる様なわかりやすい情熱・正義感を持っているキャラクターではなく、卑怯だったり、悪意を持っていたり等、一番駄目な奴を敢えて主人公にすることで、現代の若い世代を象徴的に描いているのがすごい」と賞賛している。
鳥海永行は「ダイアローグは大丈夫だ。縦筋の構成はでたらめだ」と批判している。

## 受賞
機動警察パトレイバー2 the Movie
- 第48回毎日映画コンクール「アニメーション映画賞」を受賞

GHOST IN THE SHELL / 攻殻機動隊
- ビルボードU.S.A.の第1位
- 第17回ヨコハマ映画祭「脚本賞」を受賞

ガメラ 大怪獣空中決戦
- 第17回ヨコハマ映画祭「脚本賞」を受賞

## 主な作品
- 1979年 ： 『サイボーグ009』（制作進行）
- 1980年 ： 『ニルスのふしぎな旅』（制作進行）
- 1981年 ： 『うる星やつら』（テレビ版）（文芸制作、シリーズ構成、脚本）
- 1982年 ： 『ねらわれた学園』（脚本）
- 1983年 ： 『さよなら三角』（脚本）
- 1983年 ： 『魔法の天使クリィミーマミ』（原案、シリーズ構成、脚本）
- 1985年 ： 『ダーティペア』（脚本）
- 1985年 ： 『押井版ルパン三世』（脚本（製作中止））
- 1985年 ： 『きまぐれオレンジ☆ロード』（脚本）
- 1986年 ： 『めぞん一刻』（シリーズ構成、脚本）
- 1986年 ： 『県立地球防衛軍』（脚本）
- 1986年 ： 『アーバン・スクウェア 琥珀の追撃』（脚本）
- 1987年 ： 『トワイライトQ 時の結び目 REFLECTION』（原案、脚本）
- 1987年 ： 『紅い眼鏡/The Red Spectacles』（脚本、助監督）
- 1987年 ： 『究極超人あ〜る』（ドラマCD）（脚本）
- 1988年 ： 『機動警察パトレイバー』（シリーズ構成、脚本）
- 1989年 ： 『機動警察パトレイバー the Movie』（脚本）
- 1990年 ： 『Licca ふしぎな不思議なユーニア物語』（脚本）
- 1992年 ： 『トーキング・ヘッド』（監督補）
- 1993年 ： 『機動警察パトレイバー2 the Movie』（脚本）
- 1993年 ： 『ウルトラマンパワード』（脚本）
- 1995年 ： 『ガメラ 大怪獣空中決戦』（脚本）
- 1995年 ： 『GHOST IN THE SHELL / 攻殻機動隊』（脚本）
- 1996年 ： 『ガメラ2 レギオン襲来』（脚本）
- 1997年 ： 『GHOST IN THE SHELL 攻殻機動隊』
- 1998年 ： 『VISITOR』（原作、脚本）
- 1999年 ： 『ガメラ3 邪神<イリス>覚醒』（脚本）
- 2001年 ： 『式日』（協力）
- 2001年 ： 『アヴァロン』（脚本）
- 2001年 ： 『ピストルオペラ』（脚本）
- 2002年 ： 『.hack』のアニメ作品（シリーズ構成、脚本）と家庭用ゲーム作品（脚本）
- 2005年 ： 『DIGITAL MONSTER X-evolution』（脚本）
- 2005年 ： 『絶対少年』（原作、シリーズ構成、脚本）
- 2009年 ： 『エレメントハンター』（原案）
- 2010年 ： 『MM9』（脚本）
- 2010年 ： 『七瀬ふたたび』（脚本）
- 2012年 ： 『ドットハック セカイの向こうに』（脚本）
- 2012年 ： 『貞子3D』（脚本協力）
- 2016年 ： 『機動警察パトレイバーREBOOT』（脚本、吉浦康裕と共同）
- 2018年 ： 『魔法の天使クリィミーマミ 不機嫌なお姫様』（漫画原作）
- 2019年 ： 静岡新聞夕刊水曜コラム『窓辺』（コラムニスト、4月～6月）
- 2019年 ： 『空母いぶき』（脚本、長谷川康夫と共同）

## その他
- 実家の映画館（トキワ館）は1990年代に閉館し、2021年に解体された。往時の姿は、押井守の映画『紅い眼鏡』や『トーキング・ヘッド』でうかがい知ることができる。
- 公私ともに付き合いの深い押井守が「犬」をパーソナルシンボルとするのに対し、伊藤は「猫」である。親友のゆうきまさみが伊藤をモデルとして『究極超人あ〜る』に登場させた「文芸部の伊東君」は完全に「猫男」になっていた。

## メディア出演
- X年後の関係者たち〜あのムーブメントの舞台裏〜 #35「機動警察パトレイバー」（2023年3月7日、BS-TBS）[7]
- X年後の関係者たち〜あのムーブメントの舞台裏〜 #61「魔法の天使クリィミーマミ」（2024年2月19日、BS-TBS）